# Брђани Коса
Брђани Коса је насеље у општини Суња, у Банији, Сисачко-мославачка жупанија, Република Хрватска.

## Историја
Насеље је до распада Југославије било у саставу некадашње општине Сисак. Брђани Коса се од распада Југославије до августа 1995. године налазила у Републици Српској Крајини.

## Становништво
| Националност       | 1991. | 1981. | 1971. | 1961. |
| Срби               | 190   | 158   | 201   | 241   |
| Југословени        | 13    | 45    | 5     |       |
| Хрвати             | 8     | 4     | 4     | 6     |
| Словенци           |       |       | 3     |       |
| остали и непознато | 12    | 3     |       |       |
| Укупно             | 223   | 210   | 213   | 247   |

| Демографија | Демографија | Демографија |
| Година      | Становника  | Становника  |
| ----------- | ----------- | ----------- |
| 1961.       | 247         |             |
| 1971.       | 213         |             |
| 1981.       | 210         |             |
| 1991.       | 223         |             |
| 2001.       | 117         |             |
| 2011.       |             | 103         |